# Žáry (Město Albrechtice)

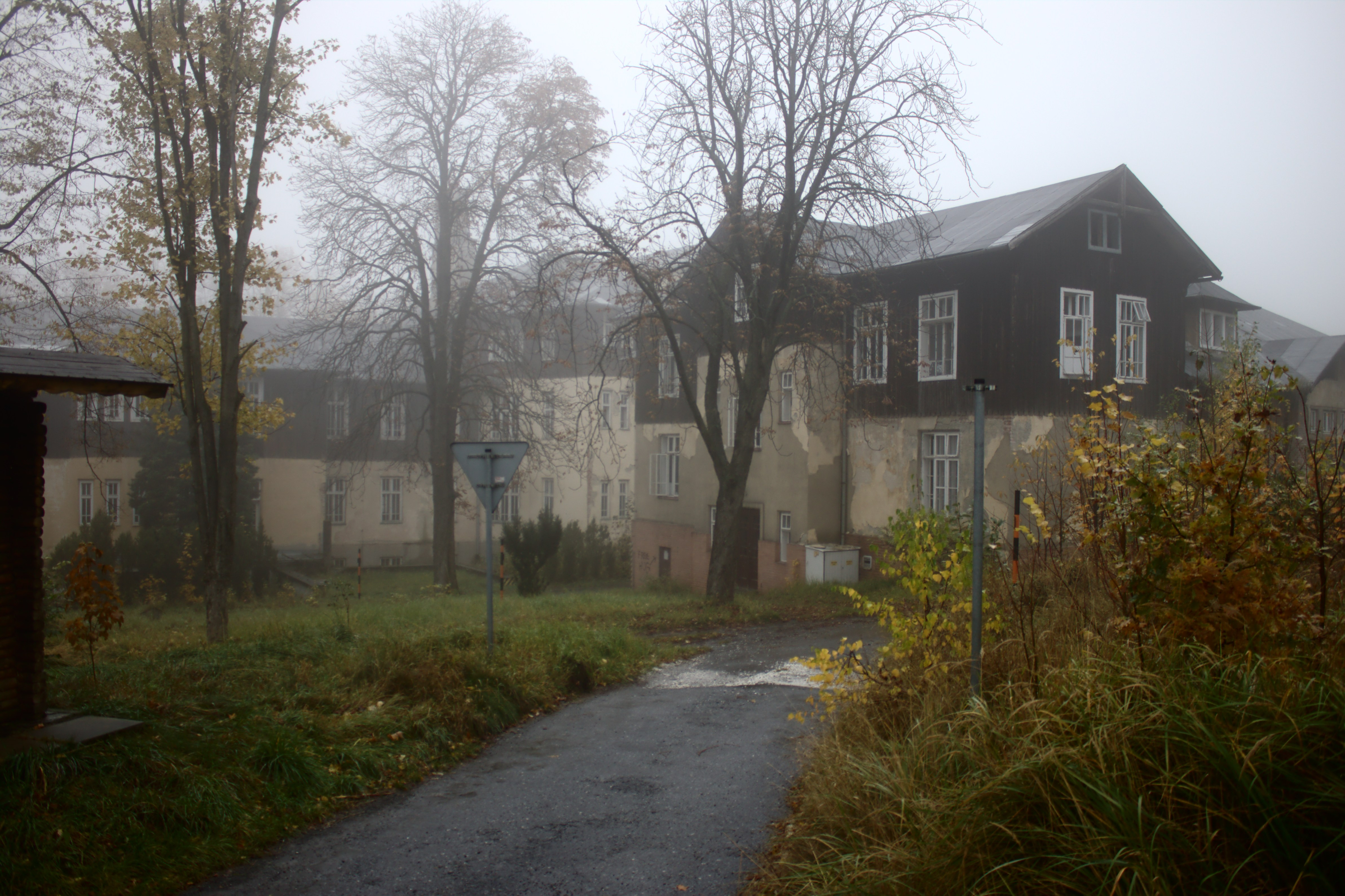
Ehemaliges Sanatorium

Žáry (deutsch Oberschaar) ist ein Ortsteil der Stadt Město Albrechtice (Olbersdorf) in Tschechien. Er liegt anderthalb Kilometer südwestlich von Město Albrechtice und gehört zum Okres Bruntál.

## Geographie
Die von bewaldeten Bergen umgebene Rotte Žáry befindet sich in der Brantická vrchovina (Bransdorfer Hügelland) im Quellgrund eines kleinen Zuflusses zum Burkvízský potok (Burgwiesenbach). Südlich erhebt sich die Hraničná (652 m. n.m.), westlich die Poutní hora (Riemerberg, 708 m. n.m.) und die Karlova hora (717 m. n.m.) sowie nordwestlich die Hubertova výšina (625 m. n.m.).
Nachbarorte sind Ves Albrechtice (Olbersdorf Dorf) im Norden, Město Albrechtice im Nordosten, Ves Opavice (Dorf Tropplowitz) und Město Opavice (Stadt Tropplowitz) im Osten, Linhartovy (Geppersdorf) im Südosten, Burkvíz (Burgwiese) im Süden, Křížová (Kreuzberg) im Südwesten, Česká Ves (Neudörfel) und Hejnov (Heindorf) im Westen sowie Hynčice (Heinzendorf) im Nordwesten.

## Geschichte
Nach der Josephinischen Landesaufnahme des Herzogtums Ober-Schlesien stand in der Mitte des 18. Jahrhunderts in dem Grund – dicht an der Grenze zum Teil-Herzogtum Jägerndorf – lediglich ein einschichtiger Schafhof der Minder-Standesherrschaft Olbersdorf. Auf dessen Fluren wurde 1787 die Kolonie Oberschaar gegründet. Während des verheerenden Hochwassers der Goldoppa von 1813 flüchteten die Bewohner von Olbersdorf nach Oberschaar und Burgwiese.
Im Jahre 1835 bestand Oberschaar aus zehn ärmlichen Häusern mit 49 deutschsprachigen und katholischen Einwohnern. Pfarr- und Schulort war Olbersdorf. Sowohl die Häuser als auch die geringen Gründe waren dominikalisch. Bis zur Mitte des 19. Jahrhunderts blieb Oberschaar der Minder-Standesherrschaft Olbersdorf untertänig.
Nach der Aufhebung der Patrimonialherrschaften bildete Oberschaar/Obršár ab 1849 einen Ortsteil der Gemeinde Olbersdorf Stadt / Albrechtice Město im Gerichtsbezirk Olbersdorf. Ab 1869 gehörte Oberschaar zum Bezirk Jägerndorf. Zu dieser Zeit hatte das Dorf 35 Einwohner und bestand aus zehn Häusern. Im Jahre 1900 lebten in Oberschaar 32 Personen, 1910 waren es 23. Nach dem Ende des Ersten Weltkrieges 1918 wurde Oberschaar Teil der neugegründeten Tschechoslowakei. In Oberschaar entstand zu dieser Zeit ein Langzeitsanatorium für Tuberkulosekranke. Beim Zensus von 1921 lebten in den sieben Häusern von Oberschaar/Obršár 144 Personen, darunter 88 Deutsche und 29 Tschechen. Der tschechische Name Žáry wurde 1924 eingeführt. Im Jahre 1930 bestand Oberschaar aus neun Häusern und hatte 234 Einwohner. Nach dem Münchner Abkommen wurde das Dorf im Herbst 1938 dem Deutschen Reich zugesprochen und gehörte bis 1945 zum Landkreis Jägerndorf. Die Lungenheilstätte Oberschaar war eine der drei Tuberkulosekliniken in dem annektierten tschechoslowakischen Gebiet, die noch 1938 in den Zuständigkeitsbereich der deutschen Rentenversicherungsträger übergeben wurde, sie verfügte zu der Zeit über 195 Betten und behandelte auch Kinder. Nach dem Ende des Zweiten Weltkrieges 1945 kam Žáry zur Tschechoslowakei zurück. Die deutschsprachige Bevölkerung wurde in dieser Zeit größtenteils vertrieben. Im Jahre 1950 lebten in den zehn Häusern von Žáry 288 Personen. 1961 wurde das Dorf in den Okres Bruntál umgegliedert. Im Jahre 1970 hatte Žáry 79 Einwohner. 1991 bestand das Dorf aus elf Wohnhäusern und hatte 68 Einwohner. Beim Zensus von 2011 lebten in den zehn Häusern von Žáry 47 Personen.
Zu Beginn der 2000er Jahre wurde die an das Krankenhaus Krnov angeschlossene Lungenheilstätte Žáry (Plicní sanatorium Žáry) geschlossen. Im Jahre 2006 ließ der Moravskoslezský kraj die Immobilie privatisieren und veräußerte den Gebäudekomplex weit unter Wert für 2,2 Mio. Tschechische Kronen. Der Käufer ließ das ehemalige Sanatorium ausplündern und verkaufte alle metallischen Gegenstände als Schrott. Als der neue Eigentümer 2012 in Insolvenz ging, hatte er das Sanatorium zur Ruine heruntergewirtschaftet, die im Zuge der Zwangsversteigerung für 1,35 Mio. Kronen angeboten wurde. Seit 2019 wird zum Preis von 1,2 Mio. Kronen erneut ein Käufer für den Lost Place gesucht.

## Ortsgliederung
Der Ortsteil Žáry ist Teil des Katastralbezirks Město Albrechtice.

## Sehenswürdigkeiten
- Ehemaliges Sanatorium, heute leerstehend und verfallen.